# Latrodectus mirabilis
Latrodectus mirabilis är en spindelart som först beskrevs av Holmberg 1876.  Latrodectus mirabilis ingår i släktet änkespindlar, och familjen klotspindlar. Inga underarter finns listade i Catalogue of Life.